# Doamna Bălașa

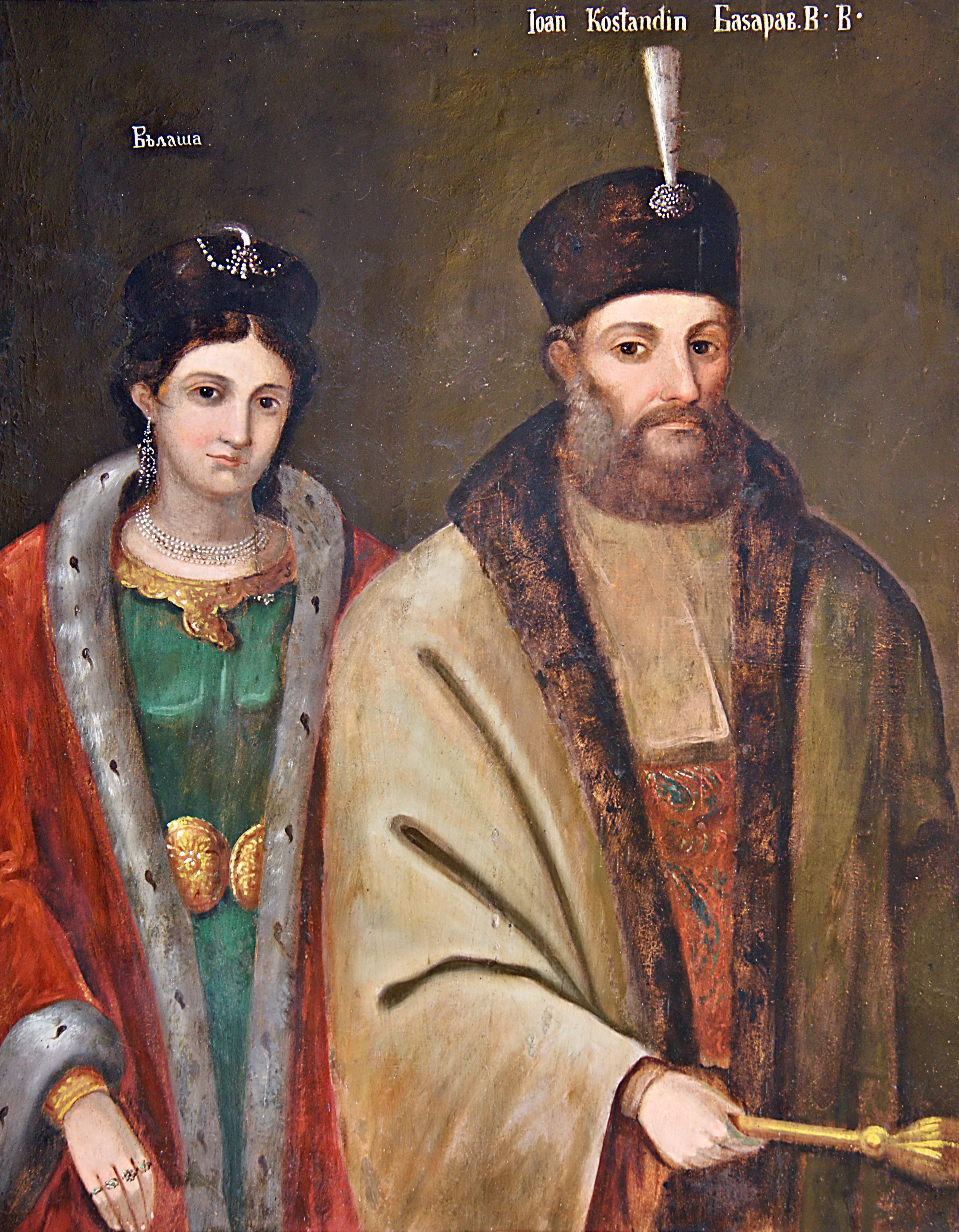
Doamna Bălașa și Constantin Șerban

Bălașa Doamna (n. 1612 – d. 1657) a fost soția lui Constantin Șerban și doamnă a Țării Românești. A fost o femeie milostivă, cultă și iubitoare de artă. Ea a înființat un azil pentru creștini nevoiași, pe locul liceului Ienăchiță Văcărescu, care era deținut de Biserica Sf. Paraschiva. Piatra ei de mormânt este împodobită cu un frumos chenar floral și păstrează inscripția „săracilor miluitoare”. 
Alături de soțul ei a ctitorit biserica din Dobreni (1646).
După ea este numit Liceul de Arte „Bălașa Doamna” din Târgoviște.